# Muerte de Darren Rainey
En 23 de junio de 2012, un prisionero de la Institución Correccional de Dade en el Condado de Miami-Dade, Florida, Darren Rainey (DOC#060954), murió, porque fue quemado por agua caliente en una ducha. Era un castigo de los guardianes.
A partir de mayo de 2015, el Departamento de Justicia de los Estados Unidos comenzó a investigar la muerte de Rainey.